# Hiram Mier
Hiram Ricardo Mier Alanís (Monterrey, 1989. augusztus 25. –) mexikói olimpiai bajnok válogatott labdarúgó, aki jelenleg a Monterreyben játszik védőként. Tagja volt annak a csapatnak, amely Mexikó történetének 13. olimpiai aranyérmét szerezte.

## Pályafutása

### Klubcsapatokban
2007-ben mutatkozott be a Monterrey harmadosztályú fiókcsapatában, de ekkor még alig kapott játéklehetőséget. Később behívták a másodosztályú csapatba is, de aztán visszakerült a harmadosztályba, igaz, ekkor már több szerepet kapott, a szezonban 11 mérkőzésen lépett pályára, ebből 9-et végigjátszott. A 2008-as Apertura szezonban ismét a másodosztályú csapatban szerepelt, de csak egy mérkőzés erejéig.
Az első számú monterreyi csapatnál 2010-ben mutatkozott be, méghozzá a CONCACAF-bajnokok ligája egyik Seattle Sounders elleni összecsapásán. A mexikói első osztályban 2010. október 2-án lépett pályára egy Necaxa ellen 2–1-re megnyert mérkőzésen, és azóta is szülővárosa csapatában játszik.

### A válogatottban
Bár már a 2011-es CONCACAF-aranykupa keretében is szerepelt, de ott nem kapott játéklehetőséget, a 2011-es Pánamerikai játékokon viszont igen: itt jó játékával hozzájárult ahhoz, hogy Mexikó megszerezze a torna első helyét. Ugyancsak szerepelt a 2011-es Copa América sorozatban is. Tagja volt a 2012-ben a londoni olimpián aranyérmet nyert válogatottnak, majd bekerült a 2013-as konföderációs kupa mexikói keretébe is.

#### Mérkőzései a válogatottban
| Mexikó | Mexikó               | Mexikó                                    | Mexikó           | Mexikó   | Mexikó      | Mexikó                         | Mexikó | Mexikó  |
| #      | Dátum                | Helyszín                                  | Hazai            | Eredmény | Vendég      | Kiírás                         | Gólok  | Esemény |
| ------ | -------------------- | ----------------------------------------- | ---------------- | -------- | ----------- | ------------------------------ | ------ | ------- |
| 1.     | 2011. július 4.      | San Juan, Estadio del Bicentenario        | Chile            | 2 – 1    | Mexikó      | Copa América, csoportkör       | 0      |         |
| 2.     | 2011. július 8.      | Mendoza, Estadio Malvinas Argentinas      | Peru             | 1 – 0    | Mexikó      | Copa América, csoportkör       | 0      | 58'     |
| 3.     | 2011. július 12.     | La Plata, Estadio Ciudad de La Plata      | Uruguay          | 1 – 0    | Mexikó      | Copa América, csoportkör       | 0      | 64'     |
| 4.     | 2013. május 31.      | Houston, Reliant Stadium                  | Mexikó           | 2 – 2    | Nigéria     | barátságos                     | 0      | 45'     |
| 5.     | 2013. június 16.     | Rio de Janeiro, Maracanã Stadion          | Mexikó           | 1 – 2    | Olaszország | konföderációs kupa, csoportkör | 0      | 53'     |
| 6.     | 2013. június 19.     | Fortaleza, Estádio Castelão               | Brazília         | 2 – 0    | Mexikó      | konföderációs kupa, csoportkör | 0      |         |
| 7.     | 2013. június 22.     | Belo Horizonte, Estádio Mineirão          | Japán            | 1 – 2    | Mexikó      | konföderációs kupa, csoportkör | 0      |         |
| 8.     | 2013. szeptember 10. | Columbus, Columbus Crew Stadium           | Egyesült Államok | 2 – 0    | Mexikó      | vb-selejtező                   | 0      |         |
| 9.     | 2013. október 30.    | San Diego, Qualcomm stadion               | Mexikó           | 4 – 2    | Finnország  | barátságos                     | 0      | 66'     |
| 10.    | 2014. szeptember 9.  | Commerce City, Dick's Sporting Goods Park | Mexikó           | 1 – 0    | Bolívia     | barátságos                     | 0      |         |
| 11.    | 2015. április 15.    | San Antonio, Alamodome                    | Egyesült Államok | 2 – 0    | Mexikó      | barátságos                     | 0      | 46'     |
| 12.    | 2018. november 20.   | Mendoza, Estadio Malvinas Argentinas      | Argentína        | 2 – 0    | Mexikó      | barátságos                     | 0      | 46'     |
|        | Összesen             |                                           |                  | 12       | mérkőzés    |                                | 0      | gól     |